# Escarabat piloter

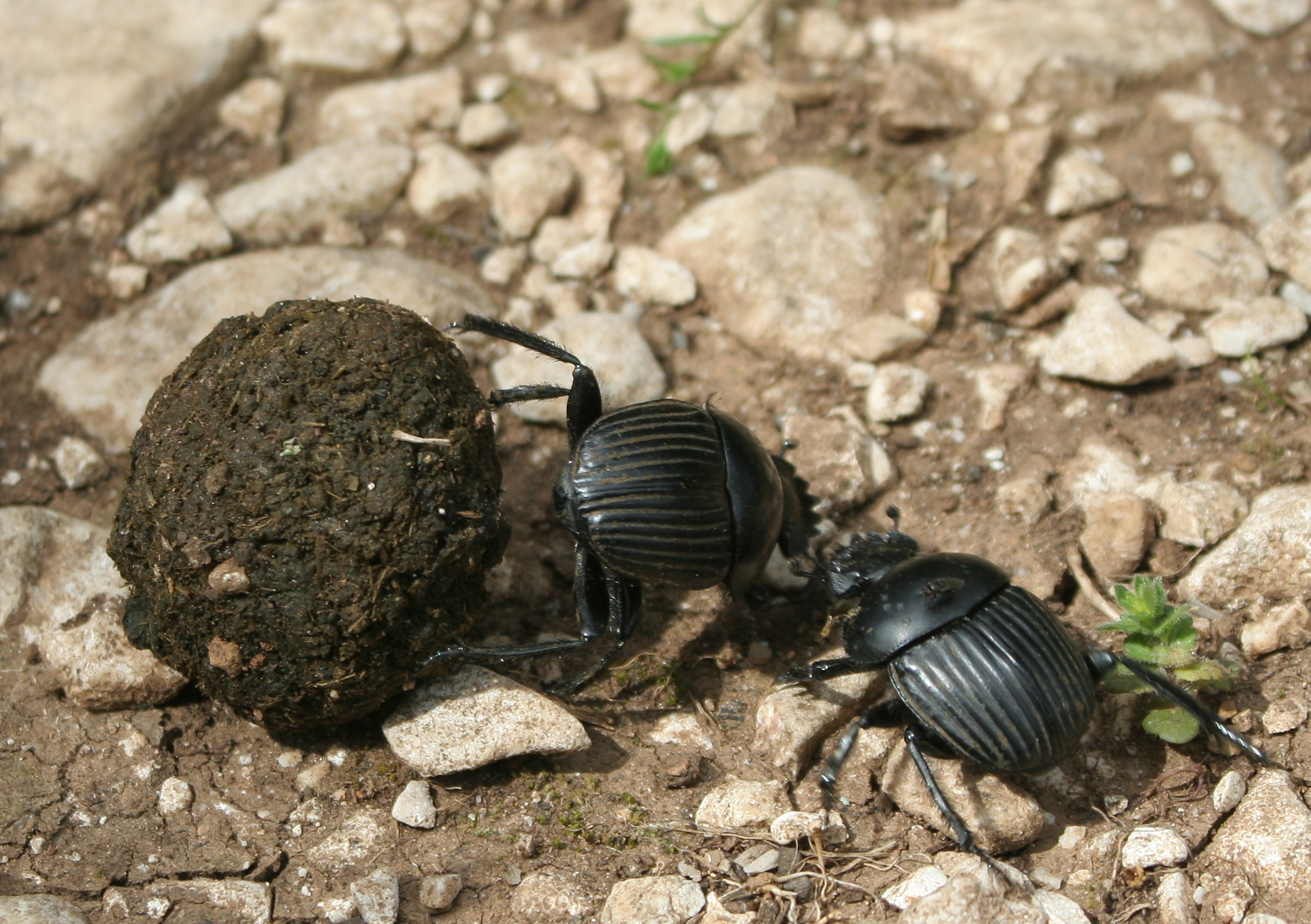
Una parella de Scarabaeus laticollis rodant una bola d'excrements.

Els escarabats piloters, escarabats merd(iss)ers, escarabats bollers, escarabats de bolla, escarabats buiners, escarabats baldufers o escarabats sagrats són coleòpters copròfags (s'alimenten d'excrements), amb els quals fan una bola que transporten a certa distància per enterrar-la, alimentar-se i dipositar-hi els seus ous. No tots els escarabats copròfags tenen aquest comportament, alguns no transporten els fems sinó que enterren les seves provisions sota la massa principal, altres sí que el transporten, però no per rodament.
Els escarabats piloters separen una porció de l'excrement, i en fan una bola què transporten a certa distància de la massa principal per rodament, després l'enterren a terra per alimentar-s'hi o construeixen un niu subterrani on enterren la bola de fems en la qual dipositen els ous i les larves mengen de la matèria fecal fins al seu complet desenvolupament. Són exemple d'aquest comportament els gèneres Scarabaeus, Canthon, Gymnopleurus, Sisyphus, entre d'altres.